# Beschikking
De term beschikking heeft meerdere vaste betekenissen in het recht. Zo is het de aanduiding van een bepaald type overheidshandeling in het Nederlandse bestuursrecht en het recht van de Europese gemeenschap. Daarnaast zijn beschikkingen categorieën van gerechtelijke uitspraken in Nederland en België. In het burgerlijk vermogensrecht betekent het begrip dat een (rechts-)persoon de bevoegdheid heeft bepaalde rechtshandelingen te verrichten betreffende een juridische zaak zoals verkoop of verhuur. 
In het spraakgebruik worden alle betekenissen uit het recht gebruikt, zonder de strikte juridische context.

## Bestuursrecht (Nederland)
De term beschikking komt onder meer voor in het bestuursrecht. In de Algemene wet bestuursrecht (Awb) wordt onder beschikking verstaan "een besluit dat niet van algemene strekking is, met inbegrip van het afwijzen van een aanvraag daarvan" (artikel 1:3 lid 2, Awb).

### Species van het genus "besluit"
Uit de zinsnede een besluit dat niet van algemene strekking is, volgt dat een beschikking een species vormt van het genus besluit. Dit brengt mee dat op een beschikking de voor het Awb-besluit geldende eis van toepassing is, dat het moet gaan om een schriftelijke publiekrechtelijke rechtshandeling begaan door een bestuursorgaan als bedoeld in art. 1:2 Awb (artikel 1:3 lid 1, Awb)

### Niet van algemene strekking
Uit de definitie van het begrip beschikking volgt dat het gaat om een besluit dat niet van algemene strekking is. Dit houdt in dat een beschikking slechts is gericht op rechtgevolg voor degene(n) aan wie de beschikking is geadresseerd. Het moet dus gaan om een aanwijsbare persoon of groep personen.

### Afwijzen van een aanvraag
Dat de afwijzing van een aanvraag uitdrukkelijk wordt genoemd als een beschikking in de zin van de wet is met name hierin gelegen dat een afwijzing van een aanvraag voor een beschikking in wezen geen wijziging brengt in de tot dan bestaande rechtssituatie. In de zin van de wet is er dus geen sprake van een publiekrechtelijke rechtshandeling, omdat de afwijzing van de aanvraag geen rechtsgevolg heeft. Teneinde ook bezwaar en beroep mogelijk te maken tegen de afwijzing van de aanvraag (bijvoorbeeld van een vergunningaanvraag), is deze zinsnede aan het wettelijke begrip beschikking toegevoegd.

### Publiekrechtelijke rechtshandeling
De vraag of een rechtshandeling (d.i. een handeling die is gericht op rechtsgevolgen) ook kwalificeert als een publiekrechtelijke rechtshandeling, kan slechts worden beantwoord als er een antwoord is op de volgende vraag: op welke grondslag is de bevoegdheid tot het verrichten van de rechtshandeling gebaseerd? Is de bevoegdheid van publiekrechtelijke aard (beschikt dus niet iedere burger over deze bevoegdheid), dan betreft het veelal een publiekrechtelijke rechtshandeling.

### Rechtsmiddelen
Tegen een beschikking in de zin van de Awb staan rechtsmiddelen open. Dat wil zeggen dat de geadresseerden binnen de wettelijk gestelde termijn (veelal 6 weken) tegen een beschikking in bezwaar (en later beroep) kunnen opkomen bij de ter zake competente instantie (artikel 8:1 Awb).
Het bestuursorgaan dat een beschikking neemt, is wettelijk ertoe gehouden de geadresseerden erover te informeren (a) dat bezwaar maken tegen de beschikking mogelijk is, (b) wie de bevoegde instantie is om over het bezwaar te oordelen, en (c) binnen welke termijn uiterlijk het bezwaar bij de bevoegde instantie moet zijn binnengekomen. Men noemt dit ook wel een rechtsmiddelverwijzing.

### Soorten beschikkingen

#### Begunstigende en belastende beschikkingen
Sommige beschikkingen doen een recht ontstaan, andere leggen plichten op. Wanneer aan een burger subsidies en vergunningen verleend worden, spreekt men van een begunstigende beschikking. Een belastingaanslag is echter een belastende beschikking. Andere beschikkingen kunnen tegelijkertijd begunstigend en belastend werken, dit is het geval als aan een vergunning allerlei voorwaarden zijn verbonden.

#### Vrije en gebonden beschikkingen
Als het bevoegde bestuursorgaan geen enkele ruimte heeft om een eigen beleid te ontwikkelen of te hanteren omdat een wet precies voorschrijft in welke gevallen en onder welke voorwaarden hoe een beschikking moet worden verleend, dan spreken we van een gebonden beschikking.
Ontbreekt er echter een wettelijke regel voor het nemen van de beschikking en heeft het bevoegde bestuursorgaan de ruimte om een eigen beleid te ontwikkelen of te hanteren dan hebben wij het over een vrije beschikking. Deze speelruimte die het bestuursorgaan heeft wordt discretionaire bevoegdheid genoemd.
Een vrije beschikking is enigszins onttrokken aan controle door de rechter. Dat is anders bij gebonden beschikkingen waar de rechtmatigheid nauwkeurig kan worden gecontroleerd.

### Voorbeelden Awb-beschikkingen
- Vergunning
- Dwangsom
- Benoeming ambtenaar in functie
- Bestuurlijke boete
- Ontheffing
- Concessie
- Handhaving

## EG-recht
Een beschikking is een besluit van de Raad van de Europese Unie, al dan niet samen met het Europees Parlement, of van de Europese Commissie. Zij is een gerichte toepassing van een algemene regel waarmee wordt beslist over een rechtssubject of een groep rechtssubjecten. Onder deze algemene regel kunnen worden begrepen regels van primair en/of secundair gemeenschapsrecht (artikel 249, vierde alinea, EG-verdrag)
De instellingen kunnen bij een beschikking van een lidstaat of een Europees burger eisen dat die iets doet of niet doet, of hem rechten toekennen of verplichtingen opleggen.
Een beschikking is individueel (zij vermeldt uitdrukkelijk tot wie zij is gericht en verschilt daarin van een verordening) en verbindend in al haar onderdelen.

## Gerechtelijke uitspraak

### België
De voorzitter van de rechtbank van eerste aanleg, de ondernemingsrechtbank of de arbeidsrechtbank kan in spoedeisende omstandigheden zelf bepaalde beslissingen nemen. Deze uitspraken worden geen vonnissen genoemd, maar beschikkingen. Zie het stuk voorzitter (rechtbank).

### Nederland
Praktisch elke rechterlijke uitspraak in een civielrechtelijke procedure die volgens de regels van het procesrecht moet worden begonnen met de indiening van een verzoekschrift bij de betreffende gerechtelijke instantie is een beschikking. Daarbij is niet van belang of het gaat om een uitspraak gedaan door een Rechtbank, een Gerechtshof of door de Hoge Raad. Ten onrechte worden uitspraken die volgens het procesrecht als beschikkingen moeten worden aangeduid, vaak aangeduid met de term vonnis of arrest. Als juristen dat doen, hebben ze weinig verstand van procesrecht. Het verschil in woordgebruik geeft aan dat er verschillende procesrechtelijke regels gelden.

## Vermogensrecht
In het vermogensrecht geven de verschillende eigendomsrechten, zoals volledige eigendom, het recht van vruchtgebruik of pand, aan een (rechts-)persoon de bevoegdheid bepaalde in de wet genoemde rechtshandelingen met betrekking tot het goed te verrichten zoals verkoop, verhuur, pacht of het vestigen van een hypotheek. Deze persoon is beschikkingsbevoegd ten aanzien van het juridisch goed, de rechtshandeling noemt men beschikken. Bij faillissement, of als door de rechter een curator is aangesteld, gaan de beschikkingsrechten over op curator of bewindvoerder, de gefailleerde of onder bewind gestelde blijft juridisch eigenaar zolang het goed niet is overgedragen. Bij gemeenschappelijke eigendom, zoals bij een huwelijksgemeenschap, een gezamenlijk gekochte woning of een niet verdeelde erfenis, hebben de deelgenoten gezamenlijk het beschikkingsrecht, er kan alleen in unanimiteit worden besloten, één persoon of een meerderheid is niet bevoegd te beschikken, gebeurt dat wel is de rechtshandeling nietig.